# Kopidlno
Kopidlno é uma cidade checa localizada na região de Hradec Králové, distrito de Jičín‎.